# Світле (Леб'яжівський округ)
Сві́тле (рос. Светлое) — присілок у складі Леб'яжівського округу Курганської області, Росія.
Населення — 38 осіб (2010, 93 у 2002).